# Бачахон
Бачахо́н (исп. Bachajón) — посёлок в Мексике, штат Чьяпас, входит в состав муниципалитета Чилон. Численность населения, по данным переписи 2020 года, составила 6677 человек.

## Общие сведения
Поселение было основано испанским монахом Педро Лоренсо де ла Надам в 1564 году.
Бачахон расположен в 11 км юго-восточнее административного центра муниципалитета — посёлка Чилон, на дороге Тила—Темо, что делает его торговым центром для жителей близлежащих деревень.

## Демография
| Год  | Численность | Численность |
| ---- | ----------- | ----------- |
| 2000 | 2799        | [ 5 ]       |
| 2005 | 4023        | [ 6 ]       |
| 2010 | 5063        | [ 7 ]       |
| 2020 | 6677        | [ 8 ]       |